# John Ellis (naturalist)
John Ellis FRS (n. 1710, Irlanda – d. 15 octombrie 1776, Londra, Regatul Marii Britanii) alias Jean Ellis a fost un negustor și naturalist britanic de lenjerie. Ellis a fost primul care a publicat o descriere scrisă a flytrap-ului Venus și denumirea sa botanică. 
Ellis s-a specializat în studiul coralilor. A fost ales membru al Royal Society în 1754 și în anul următor a publicat Un eseu către Istoria naturală a Corallines . A primit medalia Copley în 1767. A his Natural History of Many Uncommon and Curious Zoophytes, a fost scrisa impreuna cu Daniel Solander, si publicata postum în 1776. 
Ellis a fost numit agent regal pentru Florida de Vest în Florida în 1764 și pentru Dominica Britanică în 1770. 
El a exportat multe semințe și plante native din America de Nord în Anglia. El a corespondat cu mulți botaniști, inclusiv cu Carl Linnaeus . 

## Legaturi externe
- Ellis, John (1773) Directions for bringing over seeds and plants, from the East-Indies and other distant countries Arhivat în 2 februarie 2017, la Wayback Machine. - digital facsimile from Linda Hall Library